# Décès en 841
Décès
- 837
- 838
- 839
- 840
- 841
- 842
- 843
- 844
- 845

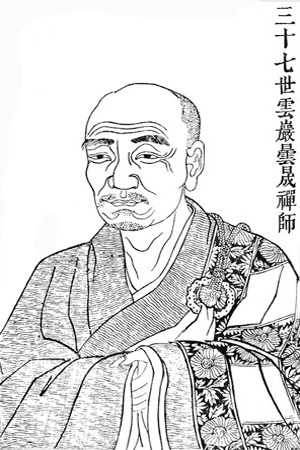
Yunyan Tansheng, mort en 841.

Cette page dresse une liste de personnalités mortes au cours de l'année 841 :
- avril : Arnulf de Sens, noble franc et membre de la dynastie carolingienne.
- mai - juin : Afchin Khaydar ben Kawus, général iranien.
- 25 juin : Ricuin de Nantes, comte de Nantes.
- 14 octobre : Shi Yuanzhong (en), général chinois.

- Gérard d'Auvergne, comte d'Auvergne.
- ‘Inān (en), poète abasside.
- Langdarma, dernier empereur du Tibet.
- Yunyan Tansheng, moine bouddhiste.
- Zongmi, moine bouddhiste chinois érudit de la dynastie des Tang.

## Crédit d'auteurs
- Cet article est partiellement ou en totalité issu de l'article intitulé « 841 » (voir la liste des auteurs).